# Cleora tulbaghata
Cleora tulbaghata là một loài bướm đêm trong họ Geometridae.